# Алонсо, Фернандо
Ферна́ндо Ало́нсо Ди́ас (исп. Fernando Alonso Díaz; род. 29 июля 1981[…], Овьедо) — испанский автогонщик, двукратный чемпион мира серии Формула-1 — 2005 и 2006 годов, трёхкратный вице-чемпион (2010, 2012, 2013), бронзовый призёр сезона 2007 года, чемпион мира по автогонкам на выносливость (2018—19), двукратный победитель гонки «24 часа Ле-Мана» (2018, 2019). Победитель гонки «24 часа Дейтоны» (2019).
По окончании сезона 2018 года покинул Формулу-1.
8 июля 2020 года в Renault объявили о возвращении Алонсо в команду, переименованную в Alpine F1, в 2021 году. 1 августа 2022 года он объявил о переходе в Aston Martin с 2023 года. Лидер по количеству проведённых Гран-при Формулы-1.

## Личная жизнь
Фернандо Алонсо родился 29 июля 1981 года в Овьедо, Астурия, Испания. Он стал вторым ребёнком в семье Хосе Луиса Алонсо (José Luis Alonso) и Аны Алонсо, у которых к этому моменту была дочь Лорена.
В 2006 году Фернандо переехал жить в Швейцарию, где приобрёл дом в Мон-Сюр-Ролль, возле озера Женева. Выбор на Швейцарию пал из-за более низких налогов для резидентов.
После подписания контракта с Ferrari в 2010 году переехал в Лугано, чтобы жить поближе к Маранелло (базе команды). Однако зимой 2010/2011 годов вернулся жить на родину, в Овьедо.
С 17 ноября 2006 года проживал в гражданском браке с Ракель дель Росарио, солисткой испанской группы El sueño de Morfeo. В декабре 2011 года пара объявила о расставании. Причиной этого был роман с моделью Ксенией Чумичевой. Они начали встречаться летом 2011 г. С 2012 по осень 2015 встречался с моделью Дарьей Капустиной. С начала 2015 года встречался с испанкой Ларой Альварес. В феврале 2016 года они объявили о разрыве своей помолвки, причиной стала нехватка времени у обоих.
С мая 2016 года встречается с Линдой Морселли, фотомоделью из Италии, участницей конкурса красоты «Мисс Италия 2006» и обладательницей титула «Мисс Элегантность».
Владеет четырьмя языками: испанским, французским, английским и итальянским.

## Начало карьеры
Фернандо был младшим ребёнком в семье со средним достатком. В детстве принимал участие в гонках на картах. Начав выступления в чемпионате Испании среди юниоров, завоевал четыре чемпионских титула — с 1993 по 1996. На следующий год Алонсо выиграл в национальной серии Интер-А и завоевал вице-чемпионство в международной.
Адриан Кампос, известный гоночный менеджер и бывший гонщик Формулы-1, пригласил Алонсо в свою команду в мировой серии «Nissan». В 1998 году Алонсо дебютировал в серии, выиграл уже во второй гонке, и, выйдя в лидеры на последней гонке, стал чемпионом. После этого испанец был замечен менеджерами Формулы-1 и провёл успешные тесты за «Минарди» в 2000 году. Тогда же Алонсо дебютировал за команду «Astromega», дочернее подразделение «Минарди», в чемпионате Формула-3000, где выиграл последнюю гонку сезона в Спа и стал четвёртым в общем зачёте по итогам года.

## Формула-1

### Дебют в Minardi
В 2001 году Фернандо Алонсо был переведён из тест-пилотов в боевой состав команды «Минарди» Формулы-1. На момент дебюта ему ещё не исполнилось двадцати лет. Машина традиционного аутсайдера с прошлогодним двигателем «Cosworth» не позволила дебютанту набрать ни единого очка в первом сезоне. Тем не менее, Алонсо выглядел значительно быстрее в квалификациях и гонках, чем его партнёры Тарсу Маркес и Алекс Йонг.
Его успехи были замечены Флавио Бриаторе, директором новой заводской команды Renault F1. Бриаторе рассматривал возможность найма Алонсо в боевой состав, но в итоге сделал его третьим пилотом.

### Переход в Renault
В сезоне 2002 года Фернандо не проводил гонок в Формуле-1, занимая позицию запасного пилота в «Рено», при Ярно Трулли и Дженсоне Баттоне. В скорости испанца Бриаторе уже не сомневался, и на следующий год он был переведён в основной состав на место ушедшего в BAR Баттона. Алонсо с самого начала показал, что не будет играть вторую роль в команде: он завоевал поул-позишн в Малайзии, был вторым на домашней гонке, а в Будапеште одержал свою первую победу. Кроме того, его классифицировали третьим в Бразилии, однако тот подиум носил оттенок курьёза — гонка проходила в дождь, и после аварии на 55-м круге Марка Уэббера на трассу уже была выпущена машина безопасности, но Алонсо не снизил скорость, и на полном ходу врезался в покрышку от разбитой машины Марка. Машина Фернандо ударилась в отбойник, отлетела в противоположную стену, а обломки буквально усыпали трассу. Гонку пришлось остановить, и на этот момент Алонсо оказался третьим. Впрочем, на подиуме Фернандо не оказалось — он был отправлен в больницу с лёгким сотрясением мозга. После финиша фактический хозяин Формулы-1, Берни Экклстоун, выразил своё негодование по поводу поведения испанца. Но впоследствии у Алонсо было много ярких гонок, Берни сменил гнев на милость, а по итогам сезона Алонсо стал шестым и уверенно опередил своего партнёра, опытного Ярно Трулли.
В 2004 году, в условиях подавляющего превосходства «Феррари» Шумахера и Баррикелло, Трулли смог оказать серьёзное сопротивление Алонсо. В первой половине сезона итальянец выглядел как минимум не хуже своего напарника, и даже одержал победу в Монако. Однако в планы Флавио Бриаторе это не входило, так как хотя он и был менеджером обоих гонщиков, его главным протеже всё же стал Алонсо. Отношения между Бриаторе и Трулли испортились, у Ярно начались проблемы с машиной, несколько раз он сходил по техническим причинам, а за три гонки до окончания чемпионата был и вовсе уволен из команды — его место временно занял Жак Вильнёв. В итоге Алонсо вновь опередил Трулли в общем зачёте чемпионата, а на следующий сезон его напарником стал Джанкарло Физикелла.

### Чемпионство
Сезон 2005 года начался с победы Физикеллы, но затем Алонсо выиграл три гонки подряд, став безоговорочным лидером чемпионата. Его главным соперником стал Кими Райкконен на «Макларен», выигравший столько же гонок, сколько и испанец. Однако финн страдал от ненадёжности машины, вынуждавшей его часто менять двигатель и, согласно новым правилам, откатываться на десять позиций на стартовой решётке. В то же время машина Алонсо не испытывала подобных проблем.
Стабильность Фернандо была очень высока: из девятнадцати гонок 2005 года он не набрал очков только в трёх, а ещё в одной финишировал четвёртым — все остальные гонки были им доведены до подиума, в том числе семь побед. В результате, хотя в конце чемпионата Райкконен начал сокращать разрыв, стабильных финишей на втором-третьем местах Алонсо хватило, чтобы удержать лидерство и стать чемпионом досрочно. Благодаря своему титулу, Фернандо стал самым молодым чемпионом в истории Формулы-1 на тот момент и прервал серию Михаэля Шумахера из пяти чемпионских титулов подряд.
Ещё до начала следующего года Алонсо удивил обозревателей, подписав контракт с командой «Макларен» на переход в неё через год. Однако это никак не повлияло на его выступления в 2006 году. Алонсо вновь вышел в лидеры с самого начала чемпионата. Он финишировал всякий раз не ниже второго места в первых девяти гонках, из которых им были выиграны шесть, из них четыре подряд.
Вторая половина чемпионата сложилась для лидера «Рено» значительно хуже, вызвав интригу в чемпионате. Одержав семь побед, Михаэль Шумахер полностью отыграл отставание от испанца, который начал нередко испытывать механические проблемы. За две гонки до конца чемпионата, перед Гран-при Японии, Михаэль и Фернандо сравнялись по очкам, причём немец числился лидером за счёт большего числа побед. Кульминацией стал сход из-за проблем с двигателем лидировавшего в Гран-при Японии Михаэля Шумахера. Алонсо удалось победить в той гонке. А в Бразилии испанец выиграл свой второй подряд чемпионский титул.

### Переход в McLaren
Предварительный контракт Алонсо с командой Рона Денниса был подписан ещё в 2005 году, и на протяжении всего сезона-2006 и Фернандо и менеджеры «Рено» знали, что ему предстоит переход в другую команду. На момент подписания, и особенно после неудач «Макларен» в 2006 году, выбор чемпиона выглядел неудачным: McLaren-Mercedes Райкконена не показывал прежней скорости и страдал от постоянных проблем с двигателем, в то время как «Рено» выглядели технически более сильными.
Однако в межсезонье 2006—2007 годов инженеры «Макларен» значительно улучшили машину, и уже на межсезонных тестах Алонсо и его партнёры Педро де ла Роса и Льюис Хэмилтон не уступали пилотам «Феррари». Первые же гонки показали, что «Рено» значительно уступает в скорости новому «Макларен», который начал опережать даже «Феррари» Райкконена и Массы. Таким образом, в руках Алонсо снова оказалась машина топ-команды, позволяющая бороться за чемпионский титул.
Партнёром Алонсо изначально предполагался его соотечественник Педро де ла Роса. Однако перед началом сезона Рон Деннис принял решение перевести в боевой состав своего молодого тест-пилота, британца Льюиса Хэмилтона. Дебютант оказался неожиданно сильным: во всех гонках первой половины сезона он финишировал на подиуме, трижды выиграл, и вскоре опередил Алонсо, возглавлявшего поначалу чемпионат.
Партнёр-новичок стал главным соперником в борьбе за титул чемпиона 2007 года для Алонсо. Это соперничество даже вылилось в протест в ФИА, поданный отцом Льюиса, Энтони Хэмилтоном против блокировки его сына в боксах во время квалификации в Венгрии. По указанию своего гоночного механика, Алонсо не покидал позиции пит-стопа, из-за чего Льюис не успел выехать на свою последнюю попытку. В результате Фернандо был оштрафован лишением пяти мест на старте гонки. Отношения в команде обострились между Алонсо, Хэмилтоном и шефом McLaren Роном Деннисом, несмотря на попытки Рона примирить своих гонщиков. Это соперничество помешало McLaren выиграть чемпионский титул, который достался Кими Райкконену.
Алонсо также сыграл важную роль в шпионском скандале вокруг McLaren и информации, получаемой ими из Ferrari. Фернандо передал суду свою переписку по имейлу с Педро де ла Росой. Педро пересылал своему партнёру схему распределения веса «Феррари», а когда Алонсо поинтересовался источником информации и её достоверностью, де ла Роса написал: «Это от Найджела Степни, шеф-механика Ferrari. Мне дает их Майк Кохлен, они со Степни друзья». Это письмо стало главной уликой против McLaren на суде и привело к дисквалификации команды и лишению её всех очков в кубке конструкторов. Рон Деннис обвинял Алонсо в шантаже этими сведениями.

### 2008—2009 Возвращение в Renault
После всех конфликтов Алонсо с «McLaren» в прессе стали часто фигурировать слухи о том, что Алонсо покинет «McLaren» до истечения контракта и вернётся в «Renault». 2 ноября 2007 года это подтвердилось: команда «McLaren» объявила о расторжении контракта с Алонсо.. 11 декабря Алонсо был объявлен в составе команды «Renault» на 2008 год.
В сезоне 2008 года Алонсо вернулся в команду «Рено», однако неудачи команды прошлого года продолжились и она не смогла вернуться в число лидеров. В 2008 году Фернандо так и не смог вмешаться в борьбу за чемпионство. На Гран-при Сингапура Алонсо одержал долгожданную победу в гонке, совершив прорыв с 15-го места на старте. Год спустя, однако, выяснилось, что этим результатом он был во многом обязан сговору своего напарника Нельсиньо Пике и руководства команды, спровоцировавших появление на трассе машины безопасности сразу после пит-стопа Фернандо. Тем не менее, в Японии Фернандо уже без посторонней помощи повторил свой сингапурский успех, показав, что «Renault» вновь обретает былую форму.
Под конец сезона «Renault» заметно прогрессировала и смогла наравне соперничать с «Ferrari» и «McLaren», за последние 8 Гран-при года Фернандо набрал наибольшее количество очков среди пилотов и в итоге стал пятым в сезоне 2008 года.
Развить успех в 2009 году не удалось. Новая машина, Renault R29, оказалась слабее предшественницы. Тем не менее, на квалификации Гран-при Венгрии Алонсо, впервые с Гран-при Италии 2007 года, заработал поул, но в гонке сошёл из-за потери плохо закреплённого колеса. Команда «Renault» была дисквалифицирована за эту оплошность на одну гонку, однако позже Апелляционный суд ФИА удовлетворил апелляцию команды и заменил наказание на более мягкое. Концовка сезона прошла под знаком скандала по поводу преднамеренной аварии Пике на Гран-при Сингапура 2008 года, в результате которой Флавио Бриаторе был отправлен в отставку, а затем пожизненно дисквалифицирован. Свой подиум на Гран-при Сингапура Алонсо посвятил уходящему Флавио.

### Карьера в Ferrari
В 2010 году Алонсо перешёл в Scuderia Ferrari на место Кими Райкконена. Ради того, чтобы освободить место для Фернандо, контракт Ferrari с Райкконеном был расторгнут досрочно. Важную роль в организации перехода сыграл банк Santander, личный спонсор Фернандо, который с 2010 года стал титульным спонсором Ferrari.

#### 2010
Алонсо одержал победу в первой же гонке за итальянскую команду на Гран-при Бахрейна. В Австралии он квалифицировался 3-м и финишировал 4-м. В Малайзии весь уик-энд не задался. Квалифицировался испанец 19-м и финишировал 13-м. В Китае он стартовал 3-м и финишировал 4-м, в Барселоне стартовал 4-м, долго шёл 3-м, но после аварии Льюиса Хэмилтона финишировал 2-м. В последней свободной практике перед квалификацией к Гран-при Монако испанец разбил свой болид и в гонке был вынужден стартовать с пит-лейна. В гонке он финишировал 7-м, но из-за прибавки к итоговому времени Михаэля Шумахера 20-ти секунд за некорректный обгон Алонсо испанцу досталось 6-е место. В Турции он стартовал лишь 12-м и финишировал 8-м. В Канаде испанец финишировал 3-м, позади обоих пилотов «McLaren». В Валенсии, квалифицировавшись 4-м, он финишировал лишь 8-м. В Сильверстоуне он квалифицировался 3-м, но в гонке получил проезд по пит-лейн за то, что обогнав Роберта Кубицу, срезал поворот и не вернул поляку позицию. В итоге он финишировал лишь 14-м.
В Германии Алонсо квалифицировался 2-м позади Феттеля. На старте он прошёл немца, но их обоих прошёл напарник Фернандо Фелипе Масса. Алонсо долго шёл 2-м, однако за 15 кругов до финиша гоночный инженер Массы по радио сообщил ему, что темп Алонсо выше, тем самым завуалировано указал на то, что бразилец должен будет пропустить Фернандо. Спустя всего полкруга Масса пропускает своего напарника вперёд, однако делает это слишком явно. Алонсо выиграл гонку, а команда Ferrari была оштрафована на $100 000 за применение командной тактики и нанесение ущерба имиджу автоспорта. В Венгрии испанец стартовал 3-м, долго шёл на этой позиции, однако шедший перед ним Себастьян Феттель во время нахождения на трассе пейс-кара нарушил правила, отстав от идущего перед ним Марка Уэббера на расстояние более 10 корпусов машин. Немца наказали проездом по пит-лейн, а Алонсо вышел на 2-е место и всю оставшуюся часть гонки сдерживал Феттеля позади себя.
В Спа уик-энд не задался. Алонсо квалифицировался лишь 10-м. На 2-м круге гонки в него врезался Рубенс Баррикелло. А на 38-м круге его развернуло, он застрял на поребрике и сошёл. В Монце он взял поул, на старте пропустил Дженсона Баттона, но в Ferrari перехитрили McLaren на пит-стопе, и Алонсо выиграл гонку. В Сингапуре испанец впервые в карьере завоевал большой шлем — выиграл с поула, лидировал всю гонку, никому не отдавая лидерство даже на пит-стопах, и показал лучший круг. В Японии он стартовал 4-м и финишировал 3-м.
На первом в истории Формулы-1 Гран-при Кореи Алонсо квалифицировался 3-м позади пилотов «Red Bull». Из-за сильного дождя старт прошёл за машиной безопасности. Через несколько кругов после рестарта Уэббер не справился с управлением на мокрой трассе и въехал в защитный барьер. А за 8 кругов до финиша на машине лидировавшего Феттеля сгорел мотор. Алонсо выиграл гонку и стал лидером чемпионата. В Бразилии он стартовал 5-м и финишировал 3-м.
Перед последней гонкой в сезоне испанец опережал Уэббера на 8 очков, а Феттеля на 15. Квалифицировался Алонсо 3-м — впереди австралийца, но позади немца, стартовавшего с поула. На старте он пропустил Дженсона Баттона, а затем из-за аварии Шумахера с Льюцци на трассе появилась машина безопасности. Часть пелотона, воспользовавшись этим, поменяло резину с мягкой на жёсткую, чтобы больше не останавливаться. Среди них были Нико Росберг и Виталий Петров. Через несколько кругов после рестарта Уэббер поехал на пит-стоп, в «Ferrari» посчитали его главным конкурентом Алонсо в чемпионате, совершенно забыв про Феттеля, и через несколько кругов зазвали испанца в боксы. Переобувшись, Алонсо выехал перед австралийцем, однако оба оказались позади Росберга с Петровым. Отчаянные попытки Алонсо за оставшиеся 40 кругов пройти россиянина ничем не увенчались. Феттель, тем временем, выиграл гонку, а Алонсо финишировал лишь 7-м. Это означало, что немец в личном зачёте опередил испанца на 4 очка и выиграл чемпионат мира.

#### 2011
В квалификации Гран-при Австралии, ставшим стартовым этапом сезона 2011, Фернандо Алонсо занял пятое место. На старте воскресной гонки Фернандо откатился на девятую позицию. В ходе гонки ему удалось отыграть всё проигранное на старте и ещё одну позицию. Таким образом, финишировал Алонсо на четвёртой позиции, с отставанием от третьего места чуть более секунды.
Фернандо Алонсо стал пятым в квалификации на Гран-при Малайзии 2011. В гонке он боролся за место на подиуме, но во время борьбы с Льюисом Хэмилтоном повредил переднее антикрыло. Из-за внепланового пит-стопа Фернандо скатился на шестое место. После финиша Алонсо был оштрафован на 20 секунд, что не повлияло на его позицию. В Китае он стартовал 5-м и финишировал 7-м. Первый подиум в 2011 году Алонсо получил в Турции, где занял третью позицию. В Барселоне он квалифицировался 4-м, на старте умудрился выйти в лидеры, однако в дальнейшем его темп был ниже, чем у пилотов Red Bull и «McLaren». В итоге он финишировал 5-м, проиграв победителю круг. В Монако он квалифицировался 4-м, на старте отыграл одну позицию, за счёт 2-х пит-стопов против трёх у Дженсона Баттона, вышел на 2-е место, всю вторую часть гонки преследовал Себастьяна Феттеля, но так и не смог пройти немца, подтвердив, что на узких улицах Монако невозможно обгонять. В Канаде испанец стартовал 2-м, а в мегадождевой гонке после контакта с Дженсоном Баттоном его развернуло, он застрял на поребрике и сошёл. В Валенсии испанец квалифицировался 4-м и финишировал 2-м.
Первая и как позже выяснилось единственная победа в сезоне была им одержана на трассе в Сильверстоуне, где он опередил Феттеля на 16,5 секунд и показал быстрый круг — первый в этом сезоне. В Германии он финишировал 2-м, в Венгрии 3-м, в Бельгии 4-м. После гонки в Италии, где им было занято третье место, Алонсо стал вторым гонщиком в истории, заработавшим за карьеру более 1000 очков. В Сингапуре испанец приехал к финишу 4-м, в Японии 2-м, в Корее 5-м, в Индии 3-м, в Абу-Даби 2-м, в Бразилии 4-м. В итоге Фернандо занял четвёртое место в чемпионате мира.

#### 2012
Команда «Ferrari» показывала средние результаты на предсезонных тестах 2012 года. После довольно слабого Гран-при Австралии, где он занял 5-е место, Фернандо смог выиграть дождевую гонку в Малайзии. Помогла отличная тактика и многочисленные ошибки соперников. Однако машина ехала недостаточно быстро. В Китае он стартовал и финишировал 9-м, в Бахрейне он стартовал 9-м и финишировал 7-м. В Барселону были привезены новинки. Болид стал показывать высокую скорость, и Алонсо боролся за победу с Пастором Мальдонадо. Выиграть не удалось, но Фернандо получил серебро. В Монако Фернандо поднялся на третью ступеньку подиума, возглавив общий зачёт чемпионата мира. В Канаде он квалифицировался 3-м. В гонке после пит-стопа вырвался на второе место впереди Себастьяна Феттеля и позади Льюиса Хэмилтона. А затем в «Феррари» решили ехать до финиша, не останавливаясь, в надежде, что жёсткая резина выдержит оставшиеся 50 кругов. Это было первой серьёзной ошибкой, так как износ резины был здесь большим. То же самое решили и в «Ред Булле» для Феттеля. А Хэмилтон совершил второй пит-стоп и, получив свежую резину, быстро догнал пару Алонсо-Феттель, легко прошёл их и выиграл гонку. Феттеля всё же зазвали на второй пит-стоп, а Алонсо решил ехать без остановок. Это была вторая серьёзная ошибка. Его темп на сильно изношенной резине резко упал, и он стал терять позиции одну за другой. Его прошли Ромен Грожан, Серхио Перес и всё тот же Феттель. В итоге испанец финишировал 5-м.
На домашней гонке в Валенсии Алонсо стал первым, кто выиграл две гонки в сезоне 2012 года. Причём квалифицировался он лишь 11-м(!), но отличный прорыв и механические проблемы лидировавшего Феттеля позволили ему стать лидером чемпионата. В Сильверстоуне он впервые в сезоне завоевал поул, долго лидировал, но в конце гонки пропустил вперёд Марка Уэббера и финишировал 2-м. Зато на Гран-при Германии испанец одержал победу с поула, укрепив свои позиции в личном зачёте. В Венгрии он квалифицировался 6-м и финишировал 5-м. В Спа он впервые в сезоне сошёл из-за массовой аварии на старте, спровоцированной Роменом Грожаном. Причём болид француза пролетел в нескольких сантиметрах от головы испанца. В Италии и Сингапуре он финишировал третьим, доведя преимущество в чемпионате до 29 очков. Однако на Судзуке он снова сошёл после контакта с «Лотусом» Кими Райкконена, вследствие чего его преимущество в чемпионате над Себастьяном Феттелем сократилось до 4 очков.
В Йонаме он финишировал третьим позади Феттеля и утратил лидерство в личном зачёте. В Индии он квалифицировался лишь 5-м, позади обоих пилотов «Red Bull» и «McLaren», в гонке на старте сумел пройти два «Макларена», а в конце опередил один из «Ред Буллов» (Уэббера) и прорвался на второе место.
В Абу-Даби он снова неважно квалифицировался (7-е место), но из-за штрафа главного соперника за титул Себастьяна Феттеля стартовал 6-м, а в гонке прорвался на 2-е место, причём в конце гонки он догонял лидировавшего Кими Райкконена, но так и не смог пройти финна. Он сократил отставание от Феттеля до 10 очков. В США Алонсо много проигрывал в скорости Феттелю и квалифицировался лишь 9-м, но из-за штрафов Массы и Грожана стартовал 7-м. На старте отыграл 3 позиции, а после схода Марка Уэббера из-за отказа генератора, приехал к финишу 3-м. Феттель финишировал 2-м и увеличил отрыв от испанца в чемпионате до 13 очков.
В последней же гонке сезона Фернандо удалось квалифицироваться лишь на восьмом месте, уступив партнёру по команде на позицию и главному сопернику в чемпионате, Феттелю, четыре места. Но старт для пилотов итальянской команды оказался очень удачным, и оба смогли опередить пилотов «Red Bull», а Фелипе Массе удалось вклиниться на вторую позицию между Баттоном и Хэмилтоном. В первом повороте, во время традиционной для этого сезона свалки, развернуло автомобиль Себастьяна Феттеля. Позже, воспользовавшись борьбой своего товарища по команде с Уэббером, Алонсо смог совершить двойной обгон и к третьему кругу попал на третье место. После ошибки на четвёртом круге его опередил Нико Хюлкенберг. После двух пит-стопов и последующего появления на трассе пейс-кара, Фернандо сумел сохранить за собой четвёртую позицию и сократить разрыв с группой лидеров (Хэмилтоном, Баттоном и Хюлькенбергом). На 32-м круге Алонсо пришлось побороться за свою позицию с Кобаяси, а на 49-м круге ошибся Нико Хюлькенберг, пропустив Фернандо на третье место. Затем Масса, к тому времени оказавшийся на втором месте, в том числе и из-за аварии между Льюисом Хэмилтоном и Нико Хюлькенбергом, пропустил на него Фернандо. Испанец завершил гонку вторым, а Феттель — шестым. Таким образом, Фернандо удалось сократить разрыв в личном первенстве до трёх очков, но этого оказалось недостаточно, и в этом сезоне он показал второй результат, принеся второе же место команде «Ferrari» в кубке конструкторов.

#### 2013
В Мельбурне Алонсо стартовал 5-м и финишировал 2-м. А в Сепанге, квалифицировавшись третьим, сошёл с дистанции уже на 2-м круге, сломав крыло о болид Себастьяна Феттеля на первом. После столкновения команда не позвала испанца в боксы, и на стартовой прямой крыло оторвалось и застряло под днищем, что привело к вылету с трассы. Зато в Шанхае, стартовав 3-м, одержал первую победу в сезоне, 31-ю в карьере и 2-ю в Китае. В Бахрейне он квалифицировался 3-м, но из-за проблем с DRS финишировал лишь 8-м. На домашнем Гран-при одержал победу, стартовав 5-м. В Монако «Ferrari» намного уступала и «Red Bull», и «Mercedes». Алонсо квалифицировался 6-м и финишировал 7-м. В Канаде он опять не лучшим образом провёл квалификацию (6-е место), но в гонке прорвался на вторую ступеньку пьедестала. В Сильверстоуне он вновь неудачно квалифицировался (9-е место), но в гонке прорвался на 3-ю позицию. В Германии финишировал 4-м. В Венгрии квалифицировался и финишировал 5-м. В Бельгии, Италии и Сингапуре финишировал 2-м, в Корее 6-м, в Японии 4-м, в Индии 11-м, в Абу-Даби и США 5-м, в Бразилии 3-м. Итого — 242 очка и 2-е место в личном зачёте.

#### 2014
В Австралии испанец стартовал и финишировал 5-м. Но из-за дисквалификации Даниэля Риккардо поднялся на 4-е место. В Малайзии он стартовал и финишировал 4-м. В Бахрейне «Феррари» была неконкурентоспособна — Алонсо стартовал и финишировал лишь 9-м. В Китае Алонсо квалифицировался 5-м и финишировал на 3-м месте. В Испании стартовал 7-м и финишировал 6-м. В Монако стартовал 5-м и финишировал 4-м. В Канаде финишировал 6-м, в Австрии 5-м. В Великобритании не вышел из 1-го сегмента в квалификации, в гонке прорвался в очки, но позже выяснилось, что после прогревочного круга испанец неправильно поставил свою машину на стартовую решётку. Из-за этого его наказали 5-секундной остановкой в боксах. Однако он снова прорвался на 5-е место и долго удерживал его от атак Себастьяна Феттеля, но за 4 круга до финиша всё же пропустил немца вперёд. Итог — 6-е место. В Германии он стартовал 7-м и финишировал 5-м. В Венгрии, стартовав 5-м, вырвался на 2-е место, позже лидировал, но за 2 круга до финиша его прошёл Даниэль Риккардо. Итог — 2-е место. В Бельгии квалифицировался 4-м. Однако механики не успели вовремя уйти с трассы перед прогревочным кругом, из-за чего Алонсо во время своего 1-го пит-стопа получил 5-секундный штраф «стоп-энд-гоу». В конце гонки в борьбе за 5-е место Алонсо догнал Кевина Магнуссена, пытался его пройти, но датчанин выдавил его за пределы трассы (после гонки к итоговому времени Магнуссена судьи за этот опасный манёвр прибавили 20 секунд). Этим воспользовались шедшие позади Баттон и Феттель и прошли испанца. Вдобавок ко всему Алонсо в 1-м повороте последнего круга уткнулся в Феттеля и повредил антикрыло. Итог — 8-е место, которое после штрафа Магнуссена превратилось в 7-е. В Италии впервые в сезоне сошёл с дистанции из-за отказа двигателя. В Сингапуре стартовал 5-м и финишировал 4-м. В Японии квалифицировался 5-м. Из-за сильного дождя старт гонки прошёл за машиной безопасности. И уже на 3-м круге за сэйфти-каром испанец сошёл с дистанции из-за проблем с электроникой. В России, США и Бразилии финишировал 6-м.
20 ноября было официально объявлено об уходе Алонсо из Феррари. В последней гонке за итальянскую конюшню испанец финишировал 9-м.
11 декабря 2014 года команда Макларен объявила о подписании контракта с Алонсо на 2015 год.

### Возвращение в McLaren

#### 2015
После возвращения в McLaren, на тестах в Барселоне Алонсо попал в аварию и был госпитализирован. Он получил сотрясение мозга, и врачи настояли, чтобы он пропустил первую гонку сезона. Вместо него в Гран-при Австралии выступил Кевин Магнуссен.
На самих же тестах McLaren ожидаемо столкнулся с ненадёжностью новых двигателей Honda. В Малайзии ни Алонсо, ни его партнёр по команде Баттон не смогли финишировать. В Китае испанец квалифицировался позади Баттона, а финишировал 12-м впереди британца. В Бахрейне финишировал 11-м. В Испании сошёл из-за проблем с тормозами, в Монако — из-за проблем с коробкой передач, в Монреале — из-за отказа двигателя. В Шпильберге сошёл на 1-м круге, столкнувшись с Кими Райкконеном. В Великобритании, несмотря на столкновение с напарником на 1-м круге, приведшее к сходу последнего, финишировал 10-м, набрав первое очко в сезоне. В Венгрии после многочисленных сходов и аварий соперников финишировал 5-м. В Бельгии финишировал 13-м, в Италии и Сингапуре сошёл из-за механических проблем. В Японии финишировал 11-м. По радио во время гонки прозвучало его знаменитое сообщение «This is embarrassing, very embarrassing. GP2 engine, GP2!» («Это стыдно, очень стыдно. Двигатель от GP2, от GP2!») В России финишировал 10-м, но был оштрафован на пять секунд за несоблюдение границ трассы в шестнадцатом повороте. В результате Алонсо опустился на 11-е место. В США он снова финишировал 11-м. В Мексике сошёл уже на 1-м круге из-за потери мощности двигателя. В Бразилии финишировал 15-м, в Абу-Даби 17-м.

### Возвращение в Renault (Alpine)
8 июля 2020 года в Renault объявили о возвращении Фернандо Алонсо в сезоне 2021 года в королевские гонки. В сезоне-2021 испанец вместе с Эстебаном Оконом помогал Renault (с 2021 года Alpine) готовиться к 2022 году, в котором в Формуле-1 был запланирован переход на новый технический регламент.
11 февраля 2021 года испанец попал в ДТП, когда он ехал на велосипеде по улицам Лугано, получив травмы лица. 15 февраля Алонсо был выписан из госпиталя в Берне, где ему была проведена операция по возвращении челюсти в нормальное положение и удалению повреждённого зуба.
В августе 2021 года Фернандо Алонсо использовал опцию продления контракта на следующий сезон. Алонсо набрал очки в нескольких гонках после летнего перерыва, финишировав шестым на Гран-при Нидерландов, восьмым на Гран-при Италии, шестым на Гран-при России и третьим на Гран-при Катара. Для Алонсо третье место на Гран-при Катара стало первым финишем на подиуме с Гран-при Венгрии 2014 года.

### Переход в Aston Martin
1 августа 2022 года в Aston Martin подтвердили подписание контракта с Фернандо Алонсо, который в сезоне 2023 заменит Себастьяна Феттеля.

## IndyCar
В 2017 году Фернандо Алонсо принимал участие в гонке 500 миль Индианаполиса, не добравшись до финиша.

## Чемпионат мира по гонкам на выносливость
В 2018 году Фернандо Алонсо стал победителем гонки «24 часа Ле-Мана» в составе Toyota. Его напарниками были Себастьен Буэми и Кадзуки Накадзима.
В июне 2019 года в составе того же экипажа вновь стал победителем 24 часов Ле-Мана и завоевал титул чемпиона мира в гонках на выносливость сезона 2018—2019.

## Результаты выступлений

### Статистика
| Сезон   | Серия                                        | Команда                               | Старты | Победы | Поулы | БК | Подиумы | Очки | Место |
| ------- | -------------------------------------------- | ------------------------------------- | ------ | ------ | ----- | -- | ------- | ---- | ----- |
| 1999    | Euro Open by Nissan                          | Campos Motorsport                     | 15     | 6      | 9     | 4  | 8       | 164  | 1     |
| 2000    | Международная Формула-3000                   | Team Astromega                        | 9      | 1      | 1     | 2  | 2       | 17   | 4     |
| 2001    | Формула-1                                    | European Minardi F1 Team              | 17     | 0      | 0     | 0  | 0       | 0    | 23    |
| 2003    | Формула-1                                    | Mild Seven Renault F1 Team            | 16     | 1      | 2     | 1  | 4       | 55   | 6     |
| 2004    | Формула-1                                    | Mild Seven Renault F1 Team            | 18     | 0      | 1     | 0  | 4       | 59   | 4     |
| 2005    | Формула-1                                    | Mild Seven Renault F1 Team            | 18     | 7      | 6     | 2  | 15      | 133  | 1     |
| 2006    | Формула-1                                    | Mild Seven Renault F1 Team            | 18     | 7      | 6     | 5  | 14      | 134  | 1     |
| 2007    | Формула-1                                    | Vodafone McLaren Mercedes             | 17     | 4      | 2     | 3  | 12      | 109  | 3     |
| 2008    | Формула-1                                    | ING Renault F1 Team                   | 18     | 2      | 0     | 0  | 3       | 61   | 5     |
| 2009    | Формула-1                                    | ING Renault F1 Team                   | 17     | 0      | 1     | 2  | 1       | 26   | 9     |
| 2010    | Формула-1                                    | Scuderia Ferrari Marlboro             | 19     | 5      | 2     | 5  | 10      | 252  | 2     |
| 2011    | Формула-1                                    | Scuderia Ferrari                      | 18     | 1      | 0     | 1  | 10      | 257  | 4     |
| 2012    | Формула-1                                    | Scuderia Ferrari                      | 20     | 3      | 2     | 0  | 13      | 278  | 2     |
| 2013    | Формула-1                                    | Scuderia Ferrari                      | 19     | 2      | 0     | 0  | 9       | 242  | 2     |
| 2014    | Формула-1                                    | Scuderia Ferrari                      | 19     | 0      | 0     | 0  | 2       | 161  | 6     |
| 2015    | Формула-1                                    | McLaren Honda                         | 15     | 0      | 0     | 0  | 0       | 11   | 17    |
| 2016    | Формула-1                                    | McLaren Honda                         | 16     | 0      | 0     | 1  | 0       | 42   | 10    |
| 2017    | Формула-1                                    | McLaren Honda                         | 19     | 0      | 0     | 0  | 0       | 17   | 15    |
| 2017    | IndyCar Series                               | McLaren-Honda-Andretti                | 1      | 0      | 0     | 0  | 0       | 47   | 29    |
| 2018    | Формула-1                                    | McLaren Renault                       | 21     | 0      | 0     | 0  | 0       | 50   | 11    |
| 2018    | 24 часа Ле-Мана                              | Toyota Gazoo Racing                   | 1      | 1      | 1     | 0  | 1       | —    | 1     |
| 2018    | WeatherTech SportsCar Championship           | United Autosports                     | 1      | 0      | 0     | 0  | 0       | 18   | 58    |
| 2018–19 | Чемпионат мира по автогонкам на выносливость | Toyota Gazoo Racing                   | 8      | 5      | 4     | 0  | 7       | 198  | 1     |
| 2019    | WeatherTech SportsCar Championship           | Konica Minolta Cadillac               | 1      | 1      | 0     | 0  | 1       | 35   | 1     |
| 2019    | 24 часа Ле-Мана                              | Toyota Gazoo Racing                   | 1      | 1      | 0     | 0  | 1       | —    | 1     |
| 2019    | IndyCar Series                               | McLaren Racing                        | 0      | 0      | 0     | 0  | 0       | 0    | —     |
| 2020    | Ралли «Дакар»                                | Toyota Gazoo Racing                   | 1      | 0      | —     | —  | 0       | —    | 13    |
| 2020    | IndyCar Series                               | Arrow McLaren SP                      | 1      | 0      | 0     | 0  | 0       | 18   | 31    |
| 2021    | Формула-1                                    | Alpine F1 Team                        | 22     | 0      | 0     | 0  | 1       | 81   | 10    |
| 2022    | Формула-1                                    | BWT Alpine F1 Team                    | 22     | 0      | 0     | 0  | 0       | 81   | 9     |
| 2023    | Формула-1                                    | Aston Martin Aramco Cognizant F1 Team | 22     | 0      | 0     | 1  | 8       | 206  | 4     |
| 2024    | Формула-1                                    | Aston Martin Aramco Cognizant F1 Team | 24     | 0      | 0     | 2  | 0       | 70   | 9     |
| 2025    | Формула-1                                    | Aston Martin Aramco Cognizant F1 Team | 12     | 0      | 0     | 0  | 0       | 16   | 14*   |

* Сезон продолжается.

## Результаты выступлений в Формуле-1

### 2001—2009: «Минарди», «Рено» и «Макларен»
| Легенда к таблице |                                                                    |
| --- | ------------------------------------------------------------------ |
| В таблице перечислены результаты всех Гран-при Формулы-1, в которых принимал участие гонщик. Строками таблицы являются сезоны, столбцами — этапы чемпионата мира. В каждой клетке указаны сокращённое название этапа и результат, дополнительно обозначенный цветом. Расшифровка обозначений и цветов представлена в нижеследующей таблице. |                                                                    |
| \| Пример \| Описание \| \| ------------ \| ------------------------------------------------------------------ \| \| 1 \| Победитель \| \| 2 \| Второе место \| \| 3 \| Третье место \| \| 5 \| Финишировал, заработав очки \| \| Сход \| Не финишировал, но при этом заработал очки \| \| 12 \| Финишировал, не получив очков \| \| НКЛ \| Финишировал, но не попал в финальную классификацию \| \| 15 \| Участвовал вне зачёта, либо по отдельной классификации \| \| 18 \| Не финишировал, но попал в финальную классификацию \| \| Сход \| Не финишировал \| \| НКВ \| Не прошёл квалификацию \| \| НПКВ \| Не прошёл предквалификацию \| \| ДСК \| Дисквалифицирован \| \| ИСК \| Исключён из протокола соревнований \| \| ТТ \| Заявлен для участия только в тренировках \| \| НС \| Участвовал в квалификации, но не стартовал в гонке \| \| Т \| Травмирован или болен \| \| ОТК \| Отказ от участия \| \| НТР \| Прибыл на соревнования, но на трассу не выезжал \| \| НПР \| Был заявлен в числе участников, но не прибыл к началу соревнований \| \| О \| Соревнования отменены \| \| \| Не участвовал \| \| Поул-позиция \| \| \| Быстрый круг \| \| |                                                                    |
| Пример | Описание                                                           |
| 1 | Победитель                                                         |
| 2 | Второе место                                                       |
| 3 | Третье место                                                       |
| 5 | Финишировал, заработав очки                                        |
| Сход | Не финишировал, но при этом заработал очки                         |
| 12 | Финишировал, не получив очков                                      |
| НКЛ | Финишировал, но не попал в финальную классификацию                 |
| 15 | Участвовал вне зачёта, либо по отдельной классификации             |
| 18 | Не финишировал, но попал в финальную классификацию                 |
| Сход | Не финишировал                                                     |
| НКВ | Не прошёл квалификацию                                             |
| НПКВ | Не прошёл предквалификацию                                         |
| ДСК | Дисквалифицирован                                                  |
| ИСК | Исключён из протокола соревнований                                 |
| ТТ | Заявлен для участия только в тренировках                           |
| НС | Участвовал в квалификации, но не стартовал в гонке                 |
| Т | Травмирован или болен                                              |
| ОТК | Отказ от участия                                                   |
| НТР | Прибыл на соревнования, но на трассу не выезжал                    |
| НПР | Был заявлен в числе участников, но не прибыл к началу соревнований |
| О | Соревнования отменены                                              |
| | Не участвовал                                                      |
| Поул-позиция |                                                                    |
| Быстрый круг |                                                                    |

| Сезон | Команда                    | Шасси          | Двигатель               | Ш | 1      | 2      | 3        | 4        | 5      | 6        | 7        | 8        | 9        | 10       | 11       | 12       | 13       | 14       | 15       | 16       | 17     | 18    | 19    | Место | Очки |
| ----- | -------------------------- | -------------- | ----------------------- | - | ------ | ------ | -------- | -------- | ------ | -------- | -------- | -------- | -------- | -------- | -------- | -------- | -------- | -------- | -------- | -------- | ------ | ----- | ----- | ----- | ---- |
| 2001  | European Minardi F1 Team   | Minardi PS01   | Cosworth 3,0 V10        | M | АВС 12 | МАЛ 13 | БРА Сход | САН Сход | ИСП 13 | АВТ Сход | МОН Сход | КАН Сход | ЕВР 14   | ФРА 17   | ВЕЛ 16   | ГЕР 10   | ВЕН Сход | БЕЛ НС   | ИТА 13   | США Сход | ЯПО 11 |       |       | 23    | 0    |
| 2003  | Mild Seven Renault F1 Team | Renault R23    | Renault RS23 3,0 V10    | M | АВС 7  | МАЛ 3  | БРА 3    | САН 6    | ИСП 2  | АВТ Сход | МОН 5    | КАН 4    | ЕВР 4    | ФРА Сход | ВЕЛ Сход | ГЕР 4    | ВЕН 1    | ИТА 8    | США Сход | ЯПО Сход |        |       |       | 6     | 55   |
| 2004  | Mild Seven Renault F1 Team | Renault R24    | Renault RS24 3,0 V10    | M | АВС 3  | МАЛ 7  | БАХ 6    | САН 4    | ИСП 4  | МОН Сход | ЕВР 5    | КАН Сход | США Сход | ФРА 2    | ВЕЛ 10   | ГЕР 3    | ВЕН 3    | БЕЛ Сход | ИТА Сход | КИТ 4    | ЯПО 5  | БРА 4 |       | 4     | 59   |
| 2005  | Mild Seven Renault F1 Team | Renault R25    | Renault RS25 3,0 V10    | M | АВС 3  | МАЛ 1  | БАХ 1    | САН 1    | ИСП 2  | МОН 4    | ЕВР 1    | КАН Сход | США НС   | ФРА 1    | ВЕЛ 2    | ГЕР 1    | ВЕН 11   | ТУР 2    | ИТА 2    | БЕЛ 2    | БРА 3  | ЯПО 3 | КИТ 1 | 1     | 133  |
| 2006  | Mild Seven Renault F1 Team | Renault R26    | Renault RS26 2,4 V8     | M | БАХ 1  | МАЛ 2  | АВС 1    | САН 2    | ЕВР 2  | ИСП 1    | МОН 1    | ВЕЛ 1    | КАН 1    | США 5    | ФРА 2    | ГЕР 5    | ВЕН Сход | ТУР 2    | ИТА Сход | КИТ 2    | ЯПО 1  | БРА 2 |       | 1     | 134  |
| 2007  | Vodafone McLaren Mercedes  | McLaren MP4-22 | Mercedes FO 108T 2,4 V8 | B | АВС 2  | МАЛ 1  | БАХ 5    | ИСП 3    | МОН 1  | КАН 7    | США 2    | ФРА 7    | ВЕЛ 2    | ЕВР 1    | ВЕН 4    | ТУР 3    | ИТА 1    | БЕЛ 3    | ЯПО Сход | КИТ 2    | БРА 3  |       |       | 3     | 109  |
| 2008  | ING Renault F1 Team        | Renault R28    | Renault RS27 2,4 V8     | B | АВС 4  | МАЛ 8  | БАХ 10   | ИСП Сход | ТУР 6  | МОН 10   | КАН Сход | ФРА 8    | ВЕЛ 6    | ГЕР 10   | ВЕН 4    | ЕВР Сход | БЕЛ 4    | ИТА 4    | СИН 1    | ЯПО 1    | КИТ 4  | БРА 2 |       | 5     | 61   |
| 2009  | ING Renault F1 Team        | Renault R29    | Renault RS27 2,4 V8     | B | АВС 5  | МАЛ 11 | КИТ 9    | БАХ 8    | ИСП 5  | МОН 7    | ТУР 10   | ВЕЛ 14   | ГЕР 7    | ВЕН Сход | ЕВР 6    | БЕЛ Сход | ИТА 5    | СИН 3    | ЯПО 10   | БРА Сход | АБУ 14 |       |       | 9     | 26   |

### 2010—2018: «Феррари» и «Макларен»
| Сезон | Команда                   | Шасси               | Двигатель                   | Ш | 1        | 2        | 3      | 4      | 5        | 6        | 7        | 8        | 9        | 10       | 11     | 12       | 13       | 14       | 15       | 16     | 17       | 18       | 19       | 20     | 21     | Место | Очки |
| ----- | ------------------------- | ------------------- | --------------------------- | - | -------- | -------- | ------ | ------ | -------- | -------- | -------- | -------- | -------- | -------- | ------ | -------- | -------- | -------- | -------- | ------ | -------- | -------- | -------- | ------ | ------ | ----- | ---- |
| 2010  | Scuderia Ferrari Marlboro | Ferrari F10         | Ferrari 056 2,4 V8          | B | БАХ 1    | АВС 4    | МАЛ 13 | КИТ 4  | ИСП 2    | МОН 6    | ТУР 8    | КАН 3    | ЕВР 8    | ВЕЛ 14   | ГЕР 1  | ВЕН 2    | БЕЛ Сход | ИТА 1    | СИН 1    | ЯПО 3  | КОР 1    | БРА 3    | АБУ 7    |        |        | 2     | 252  |
| 2011  | Scuderia Ferrari Marlboro | Ferrari 150° Italia | Ferrari 056 2,4 V8          | P | АВС 4    | МАЛ 6    | КИТ 7  | ТУР 3  | ИСП 5    | МОН 2    | КАН Сход | ЕВР 2    | ВЕЛ 1    | ГЕР 2    | ВЕН 3  | БЕЛ 4    | ИТА 3    | СИН 4    | ЯПО 2    | КОР 5  | ИНД 3    | АБУ 2    | БРА 4    |        |        | 4     | 257  |
| 2012  | Scuderia Ferrari          | Ferrari F2012       | Ferrari 056 2,4 V8          | P | АВС 5    | МАЛ 1    | КИТ 9  | БАХ 7  | ИСП 2    | МОН 3    | КАН 5    | ЕВР 1    | ВЕЛ 2    | ГЕР 1    | ВЕН 5  | БЕЛ Сход | ИТА 3    | СИН 3    | ЯПО Сход | КОР 3  | ИНД 2    | АБУ 2    | США 3    | БРА 2  |        | 2     | 278  |
| 2013  | Scuderia Ferrari          | Ferrari F138        | Ferrari 056 2,4 V8          | P | АВС 2    | МАЛ Сход | КИТ 1  | БАХ 8  | ИСП 1    | МОН 7    | КАН 2    | ВЕЛ 3    | ГЕР 4    | ВЕН 5    | БЕЛ 2  | ИТА 2    | СИН 2    | КОР 6    | ЯПО 4    | ИНД 11 | АБУ 5    | США 5    | БРА 3    |        |        | 2     | 242  |
| 2014  | Scuderia Ferrari          | Ferrari F14 T       | Ferrari 059/3 1,6 V6T       | P | АВС 4    | МАЛ 4    | БАХ 9  | КИТ 3  | ИСП 6    | МОН 4    | КАН 6    | АВТ 5    | ВЕЛ 6    | ГЕР 5    | ВЕН 2  | БЕЛ 7    | ИТА Сход | СИН 4    | ЯПО Сход | РОС 6  | США 6    | БРА 6    | АБУ 9    |        |        | 6     | 161  |
| 2015  | McLaren Honda             | McLaren MP4-30      | Honda RA615H Hybrid 1,6 V6T | P | АВС Т    | МАЛ Сход | КИТ 12 | БАХ 11 | ИСП Сход | МОН Сход | КАН Сход | АВТ Сход | ВЕЛ 10   | ВЕН 5    | БЕЛ 13 | ИТА 18   | СИН Сход | ЯПО 11   | РОС 11   | США 11 | МЕК Сход | БРА 15   | АБУ 17   |        |        | 17    | 11   |
| 2016  | McLaren Honda             | McLaren MP4-31      | Honda RA616H Hybrid 1,6 V6  | P | АВС Сход | БАХ Т    | КИТ 12 | РОС 6  | ИСП Сход | МОН 5    | КАН 11   | ЕВР Сход | АВТ 18   | ВЕЛ 13   | ВЕН 7  | ГЕР 12   | БЕЛ 7    | ИТА 14   | СИН 7    | МАЛ 7  | ЯПО 16   | США 5    | МЕК 13   | БРА 10 | АБУ 10 | 10    | 54   |
| 2017  | McLaren Honda F1 Team     | McLaren MCL32       | Honda RA617H 1,6 V6T        | P | АВС Сход | КИТ Сход | БАХ 14 | РОС НС | ИСП 12   | МОН      | КАН 16   | АЗЕ 9    | АВТ Сход | ВЕЛ Сход | ВЕН 6  | БЕЛ Сход | ИТА 17   | СИН Сход | МАЛ 11   | ЯПО 11 | США Сход | МЕК 10   | БРА 8    | АБУ 9  |        | 15    | 17   |
| 2018  | McLaren F1 Team           | McLaren MCL33       | Renault R.E.18 1,6 V6T      | P | АВС 5    | БАХ 7    | КИТ 7  | АЗЕ 7  | ИСП 8    | МОН Сход | КАН Сход | ФРА 16   | АВТ 8    | ВЕЛ 8    | ГЕР 16 | ВЕН 8    | БЕЛ Сход | ИТА Сход | СИН 7    | РОС 14 | ЯПО 14   | США Сход | МЕК Сход | БРА 17 | АБУ 11 | 11    | 50   |

### С 2021: «Альпин», «Астон Мартин»
| Сезон | Команда                               | Шасси              | Двигатель                              | Ш | 1        | 2        | 3      | 4        | 5      | 6      | 7      | 8        | 9      | 10     | 11     | 12     | 13     | 14    | 15     | 16       | 17       | 18       | 19       | 20       | 21     | 22       | 23    | 24    | Место | Очки |
| ----- | ------------------------------------- | ------------------ | -------------------------------------- | - | -------- | -------- | ------ | -------- | ------ | ------ | ------ | -------- | ------ | ------ | ------ | ------ | ------ | ----- | ------ | -------- | -------- | -------- | -------- | -------- | ------ | -------- | ----- | ----- | ----- | ---- |
| 2021  | Alpine F1 Team                        | Alpine A521        | Renault E-Tech 20B 1,6 V6 t            | P | БАХ Сход | ЭМИ 10   | ПОР 8  | ИСП 17   | МОН 13 | АЗЕ 6  | ФРА 8  | ШТИ 9    | АВТ 10 | ВЕЛ 7  | ВЕН 4  | БЕЛ 11 | НИД 6  | ИТА 8 | РОС 6  | ТУР 16   | США Сход | МЕХ 9    | САП 9    | КАТ 3    | САУ 13 | АБУ 8    |       |       | 10    | 81   |
| 2022  | BWT Alpine F1 Team                    | Alpine A522        | Renault E-Tech RE22 1,6 V6 t           | P | БАХ 9    | САУ Сход | АВС 17 | ЭМИ Сход | МАЙ 11 | ИСП 9  | МОН 7  | АЗЕ 7    | КАН 9  | ВЕЛ 5  | АВТ 10 | ФРА 6  | ВЕН 8  | БЕЛ 5 | НИД 6  | ИТА Сход | СИН Сход | ЯПО 7    | США 7    | МЕХ 19   | САП 5  | АБУ Сход |       |       | 9     | 81   |
| 2023  | Aston Martin Aramco Cognizant F1 Team | Aston Martin AMR23 | Mercedes F1 M14 E Performance 1,6 V6 t | P | БАХ 3    | САУ 3    | АВС 3  | АЗЕ 4    | МАЙ 3  | МОН 2  | ИСП 7  | КАН 2    | АВТ 5  | ВЕЛ 7  | ВЕН 9  | БЕЛ 5  | НИД 2  | ИТА 9 | СИН 15 | ЯПО 8    | КАТ 6    | США Сход | МЕХ Сход | САП 3    | ЛАС 9  | АБУ 7    |       |       | 4     | 206  |
| 2024  | Aston Martin Aramco F1 Team           | Aston Martin AMR24 | Mercedes F1 M15 E Performance 1,6 V6 t | P | БАХ 9    | САУ 5    | АВС 8  | ЯПО 6    | КИТ 7  | МАЙ 9  | ЭМИ 19 | МОН 11   | КАН 6  | ИСП 12 | АВТ 18 | ВЕЛ 8  | ВЕН 11 | БЕЛ 8 | НИД 10 | ИТА 11   | АЗЕ 6    | СИН 8    | США 13   | МЕХ Сход | САП 14 | ЛАС 11   | КАТ 7 | АБУ 9 | 9     | 70   |
| 2025  | Aston Martin Aramco F1 Team           | Aston Martin AMR25 | Mercedes F1 M16 E Performance 1,6 V6 t | P | АВС Сход | КИТ Сход | ЯПО 11 | БАХ 15   | САУ 11 | МАЙ 15 | ЭМИ 11 | МОН Сход | ИСП 9  | КАН 7  | АВТ 7  | ВЕЛ 9  | БЕЛ    | ВЕН   | НИД    | ИТА      | АЗЕ      | СИН      | США      | МЕХ      | САП    | ЛАС      | КАТ   | АБУ   | 14*   | 16*  |

* Сезон продолжается.

### Комментарии
1. 1 2  Лидировал на каждом круге гонки.
2. ↑  Завоевал «большой шлем»: стартовал с поул-позиции, лидировал на финише каждого круга гонки и победил, показав при этом быстрый круг.
3. ↑  Получил дополнительные три очка за шестое место в спринте.
4. ↑  Получил дополнительные четыре очка за пятое место в спринте.
5. ↑  Получил дополнительное очко за восьмое место в спринте.